# گولایتر

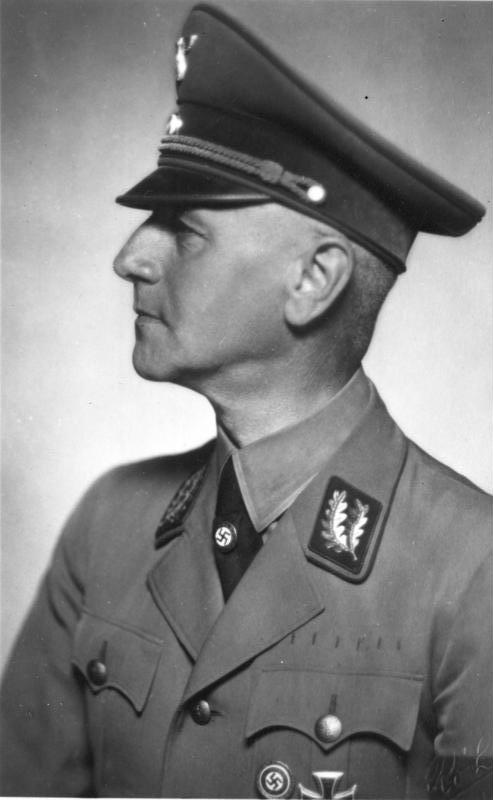
یواخیم اگلینگ، گائولایتر ایالت زاکسن-آنهالت

گولایتر یا گائولایترها (به آلمانی: Gauleiters) رهبران حزبیِ یک شاخهٔ منطقه‌ایِ حزب ناسیونال سوسیالیست کارگران آلمان یا رئیس یک «گائو» 
(به ژرمنی: Gau) بودند. گولایتر سومین مقام عالی‌رتبهٔ شبه‌نظامی حزب بود که فقط رایشسلایتر و پیشوا (فوهرر) بالاتر از آن قرار داشتند. در جریان جنگ جهانی دوم، رتبهٔ گولایتر تنها با انتصاب مستقیم آدولف هیتلر اعطا می‌شد.